# Honaker (Virginia)
Honaker es una localidad del Condado de Russell, Virginia, Estados Unidos. Según el censo de 2000 tenía una población de 945 habitantes y una densidad de población de 663,4 hab/km².

## Demografía
Según el censo de 2000, había 945 personas, 392 hogares y 270 familias residiendo en la localidad. La densidad de población era de 663,4 hab./km². Había 445 viviendas con una densidad media de 312,4 viviendas/km². El 98,52% de los habitantes eran blancos, el 0,32% afroamericanos, el 0,42% amerindios, el 0,53% de otras razas y el 0,21% pertenecía a dos o más razas. El 1,06% de la población eran hispanos o latinos de cualquier raza.
Según el censo, de los 392 hogares en el 30,6% había menores de 18 años, el 51,3% pertenecía a parejas casadas, el 14,3% tenía a una mujer como cabeza de familia y el 30,9% no eran familias. El 29,8% de los hogares estaba compuesto por un único individuo y el 14,0% pertenecía a alguien mayor de 65 años viviendo solo. El tamaño promedio de los hogares era de 2,41 personas y el de las familias de 2,98.
La población estaba distribuida en un 23,0% de habitantes menores de 18 años, un 8,5% entre 18 y 24 años, un 28,4% de 25 a 44, un 26,6% de 45 a 64 y un 13,7% de 65 años o mayores. La media de edad era 39 años. Por cada 100 mujeres había 82,1 hombres. Por cada 100 mujeres de 18 años o más, había 72,9 hombres.
Los ingresos medios por hogar en la localidad eran de 22.969 dólares ($) y los ingresos medios por familia eran 28.611 $. Los hombres tenían unos ingresos medios de 26.071 $ frente a los 17.386 $ para las mujeres. La renta per cápita para la ciudad era de 11.888 $. El 27,2% de la población y el 20,4% de las familias estaban por debajo del umbral de pobreza. El 41,9% de los menores de 18 años y el 17,2% de los habitantes de 65 años o más vivían por debajo del umbral de pobreza.

## Geografía
Según la Oficina del Censo de los Estados Unidos, la localidad tiene un área total de 1,4 km², todos ellos correspondientes a tierra firme.